# Liste der Staatsoberhäupter 637
Übersicht
◄◄ | ◄ | 633 | 634 | 635 | 636 | Liste der Staatsoberhäupter 637 | 638 | 639 | 640 | 641 | ► | ►►

Weitere Ereignisse

## Afrika
- Aksumitisches Reich
  - König: Armah (614–ca. 640)

## Amerika
- Maya
  - Caracol
    - Herrscher: K'an II. (618–658)

  - Copán
    - Herrscher: Rauch Imix (628–695)

  - Palenque
    - Herrscher: K'inich Janaab Pakal I. (615–683)

  - Tikal
    - Herrscher: K’inich Muwaan Jol II. (um 628–650)

  - Toniná
    - Herrscher: K'inich Hix Chapat (595–665)

## Asien
- Bagan
  - König: Popa Sawrahan (613–640)

- China
  - Kaiser: Tang Taizong (626–649)

- Westliches Reich der Gök-Türken
  - Khan: Tu-lu II. (634–653)

- Iberien (Kartlien)
  - König: Adarnase I. Patrikios (627–637/642)
  - König: Stefanos I. Patrikios (637/642–650)

- Indien
  - Nordindien: Harsha (606–647)
  - Chalukya
    - König: Pulakesi II. (609–642)

  - Östliche Chalukya
    - König: Kubja Vishnuvardhana (624–641)

  - Pallava
    - König: Narasimha Varman I. (630–668)

  - Pandya
    - König: Cezhiyan Cendan (620–640)

- Japan
  - Kaiser: Jomei (629–641)

- Kaschmir
  - König: Durlabhavardhana (625–661)

- Korea
  - Baekje
    - König: Mu (600–641)

  - Goguryeo
    - König: Yeong-ryu (618–642)

  - Silla
    - König: Seondeok (632–647)

- Staat der Muslime
  - Kalif: Umar ibn al-Chattab (634–644)

- Sassanidenreich
  - Schah (Großkönig): Yazdegerd III. (632–651)

- Tibet
  - König: Songtsen Gampo (616–649)

## Europa
- Byzantinisches Reich
  - Kaiser: Herakleios (610–641)

- England (Heptarchie) 
  - East Anglia
    - König: Sigebert (631–637)
    - König: Ecgric (637–640)

  - Essex
    - König: Sigeberht I. (617–650)

  - Kent
    - König: Eadbald (616/618–640)

  - Mercia
    - König: Penda (626–655)

  - Northumbria
    - König: Oswald (634–642)

  - Wessex
    - König: Cynegils (611–642)

- Großbulgarisches Reich
  - Khan: Kubrat (632–665)

- Fränkisches Reich
  - König: Dagobert I.  (629–639)
  - Autonome Gebiete:
    - Herzog von Thüringen: Radulf (634–642)

- Langobardenreich
  - König: Rothari (636–652)
  - Autonome langobardische Herzogtümer:
    - Herzog: Arichis I. (591–641)
    - Herzog des Friaul: Grasulf II. (616–645)
    - Herzog von Spoleto: Theudelapius (601–653)

- Schottland
  - Dalriada
    - König: Domnall Brecc (629–642)

  - Strathclyde
    - König: Eugein I. (633–645)

- Wales
  - Gwynedd
    - König: Cadfael Cadomedd ap Cynfeddw (634–655)

- Westgotenreich
  - König: Chintila (636–639)

## Religiöse Führer
- Papst: Honorius I. (625–638)
- Patriarch von Konstantinopel: Sergios I. (610–638)